# Colom guatlla de Veraguas
El colom guatlla de Veraguas (Leptotrygon veraguensis) és una espècie d'ocell de la família dels colúmbids (Columbidae), que habita la selva humida i boscos de Costa Rica i Panamà, oest de Colòmbia i nord-oest de l'Equador.

## Taxonomia
Classificat tradicionalment al gènere Geotrygon, alguns estudis de principis del segle XXI van determinar que podria ser una espècie germana del gènere Leptotila i es va crear per a ella el monotípic gènere Leptotrygon (Banks et al. 2013).